# Денхолм Елиот
Денхолм Елиот (енгл. Denholm Mitchell Elliott; 1922-1992), британски глумац са више од 120 улога на филму и телевизији. Током осамдесетих година, три пута заредом (1983-1985) је добио награду БАФТА за најбољег споредног глумца.

## Биографија

### Рани живот и Други светски рат
Денхолм Мичел Елиот је рођен 31. маја 1922. у предграђу Лондона. Интересовање за глуму показао је још у основној школи. Године 1933, његов отац је убијен у терористичком нападу док је служио као јавни тужилац у Палестини и Елиот је послат у интернат у Хемпширу. Елиот је мрзео живот у школи и развио је клептоманију, све док му психијатар није препоручио да постане глумац. Остао је два семестра у Краљевској Академији Драмских Уметности (РАДА) и отишао да се придружи РАФ-у током Другог светског рата. Његов авион је 1942. оборен изнад Данске, а он је заробљен и три године провео као ратни заробљеник у Шлезији. Тамо је учествовао у позоришној дружини заробљеничког логора, изводећи представе које им је давао Црвени крст.

### Лични живот и ХИВ
Денхолм Елиот је био бисексуалан током целог живота. Елиот и његова прва жена, енглеска глумица из Вирџинија Мекена, развели су се, али је његов други брак са Сузан Робинсон био „отворена веза“ и трајала је до његове смрти. Елиот је већ био идентификован као ХИВ позитиван када је добио витешку титулу од краљице за заслуге на пољу драмске уметности. Умро је 6. октобра 1992. од туберкулозе повезане са ХИВ-ом. Имао је двоје деце.

## Глумачка каријера
Елиотова каријера трајала је 47 година и обухватала је позориште, телевизију и филм. Класични енглески глумац, номинован је за Оскара за улогу у филму Соба са погледом и био је популаран на филму током друге половине двадесетог века, глумећи у популарним филмовима као што су Отимачи изгубљеног ковчега и Индијана Џонс и последњи крсташки рат.
Многи од Еллиотових најславнијих наступа били су у споредним улогама. Он је прокоментарисао:
„Често ми дају улоге који нису толико велике колико су живописне, али људи их памте. Када је у питању споредна улога, научите да максимално искористите оно што вам је дато. Могу да учиним да две реченице изгледају као Хамлет!’
Гејбријел Берн који је играо главну улогу заједно са Елиотом у филму Одбрана царства, изјавио је „Изменио сам своје глумачко правило у „Никад не ради са децом, животињама или Денхолмом Елиотом“.

## Улоге
| Година | Филм                                  | Оригинални наслов    | Улога            |
| ------ | ------------------------------------- | -------------------- | ---------------- |
| 1976   | Робин и Маријана                      | Robin and Marian     | Вил Скарлет      |
| 1977   | Недостижни мост                       |                      | официр РАФ-а     |
| 1979   | Зора Зулуа                            |                      | Хенри Пулин      |
| 1981   | Отимачи изгубљеног ковчега            |                      | Др Маркус Броди  |
| 1983   | Коло среће                            |                      | Колман, батлер   |
| 1985   | Соба са погледом                      |                      | Господин Емерсон |
| 1986   | Одбрана царства                       | Defence of the Realm | Вернон Бејлис    |
| 1989   | Индијана Џонс и последњи крсташки рат |                      | Др Маркус Броди  |